# Samsung Galaxy A41
Samsung Galaxy A41 — Android-смартфон среднего класса, разработанный Samsung Electronics в рамках линейки смартфонов A-серии 2020 года. О нем было объявлено 18 марта 2020 года, а первый выпуск состоялся 22 мая 2020 года в качестве преемника Galaxy A40. Телефон поставляется с предустановленной ОС Android 10 и пользовательским программным оверлеем One UI 2.1 от Samsung.

## Технические характеристики

### Аппаратное обеспечение
Galaxy A41 оснащен чипсетом MediaTek Helio P65 с 64 ГБ памяти и 4 ГБ ОЗУ, а также выделенным слотом для microSD и слотом для двух нано-SIM-карт с поддержкой VoLTE. Память можно расширить до 512 ГБ с помощью карты microSDXC.
Телефон оснащен 6,1-дюймовым дисплеем FHD+ Super AMOLED с соотношением экрана к корпусу 85,9% и соотношением сторон 20:9, что соответствует показателям других смартфонов Galaxy, проданных в 2020 году. Оптический отпечаток пальца под дисплеем считыватель заменяет задний, установленный на A40.
В новой L-образной системе задней камеры (аналогичной той, что используется в новых телефонах Samsung) используются три камеры: широкоугольный объектив на 48 Мп, сверхширокоугольный объектив на 8 Мп и датчик глубины на 5 Мп. В U-образном вырезе экрана находится 25-мегапиксельный сенсор для фронтальной камеры. Обе системы камер способны записывать видео 1080p со скоростью 30 кадров в секунду.
Используется аккумулятор емкостью 3500 мАч с поддержкой быстрой зарядки мощностью до 15 Вт.
Покупатели, в зависимости от региона, могут выбирать из множества новых цветовых решений, таких как черный, серебристый дымчатый, голубой призмы и красный аура.

### Программное обеспечение
Телефон поставляется с Android 10 и пользовательским программным оверлеем One UI 2.1 от Samsung. В зависимости от региона он может поддерживать бесконтактные платежи NFC и MST через Samsung Pay и другие платежные приложения, которые можно установить отдельно.
Опыт работы с программным обеспечением сравним с другими устройствами Samsung 2020 года, и он может похвастаться многими программными преимуществами, которыми могут похвастаться более дорогие устройства Samsung, такими как Edge Screen и Edge Lighting.
Как и в случае с большинством других телефонов Samsung, выпущенных в 2020 году, стандартная опция Link to Windows, доступная в рамках партнерства Microsoft и Samsung, доступна на панели уведомлений Android.
Основываясь на последнем графике обновлений программного обеспечения Samsung, телефон должен иметь право на два основных обновления Android.